# Liste des présidents du Nicaragua
La liste des présidents du Nicaragua répertorie l'ensemble des personnes ayant occupé la fonction de président de la République du Nicaragua, État d'Amérique centrale. 
De 1825 jusqu'à la Constitution de 1838, le Nicaragua fait partie de la république fédérale d'Amérique centrale et est dirigé localement par un chef de l'État (Jefe del Estado). Après la dissolution de la Fédération en 1838 et jusqu'en 1854, la fonction est assurée par un directeur suprême (Supremo Director). Le titre actuel de président de la république du Nicaragua est en vigueur depuis la constitution de 1854. Ces titulaires sont également inclus dans la liste. 

## Liste
1. 22 avril 1825 - 22 avril 1826 : Manuel de la Cerda y Aguilar
2. 22 avril 1826 - 14 septembre 1827 : Juan Argüello del Castillo y Guzman
  - 17 septembre 1826 - 26 février 1827 : Pedro Benito Pineda (dissident)
  - 27 février 1827 - 7 novembre 1828 : Manuel de la Cerda y Aguilar (dissident)
3. 14 septembre 1827 - ? décembre 1827 : Pedro Oviedo de Chinandega
4. ? décembre 1827 - 5 août 1828 : autorités rivales
5. 5 août 1828 - 8 novembre 1829 : Juan Argüello del Castillo y Guzman
6. 8 novembre 1829 - 10 mai 1830 : Juan Espinosa
7. 10 mai 1830 - ? décembre 1833 : Dionisio Herrera
8. ? décembre 1833 - 10 mars 1834 : Benito Morales
9. 10 mars 1834 - 23 avril 1835 : José Nunez
10. 23 avril 1835 - 25 janvier 1837 : José Zepeda
11. 25 janvier 1837 - 12 janvier 1838 : José Nuñez
12. 12 janvier 1838 - 13 mars 1838 : Francisco Jiménez Rubio
13. 13 mars 1838 - 23 avril 1839 : José Nuñez
14. 23 avril 1839 - 30 juin 1839 : Evaristo Rocha
15. 30 juin 1839 - 27 juillet 1839 : Patricio Rivas
16. 27 juillet 1839 - 20 octobre 1839 : Joaquin Cosio
17. 20 octobre 1839 - 7 novembre 1839 : Hilario Ulloa
18. 7 novembre 1839 - 21 septembre 1840 : Tomas Valladares
19. 21 septembre 1840 - 4 mars 1841 : Patricio Rivas
20. 4 mars 1841 - 1er avril 1843 : Pablo Buitrago
21. 1er avril 1843 - 31 mai 1843 : Juan de Dios Orozco
22. 31 mai 1843 - 4 novembre 1844 : Manuel Pérez
23. 4 novembre 1844 - 24 janvier 1845 : Emiliano Madriz
24. 24 janvier 1845 - 4 avril 1845 : Manuel Antonio Blas Saenz
25. 4 avril 1845 - 12 mars 1847 : José Sandoval
26. 6 avril 1847 - 1er janvier 1849 : José Maria Guerrero (en)
27. 1er avril 1849 - 1er avril 1851 : Norberto Ramirez
28. 1er avril 1851 - 5 mai 1851 : Justo Abaunza
29. 5 mai 1851 - 4 août 1851 : Laureano Pineda
30. 4 août 1853 - 11 novembre 1851 : Justo Abaunza
31. 11 août 1853 - 2 novembre 1851 : José de Jesús Alfaro
32. 11 novembre 1851 - 1er avril 1853 : Laureano Pineda
33. 1er avril 1853 - 12 mars 1855 : Fruto Chamorro
34. 20 mars 1855 - 30 octobre 1855 : José Maria Estrada
35. 30 octobre 1855 - 24 juin 1857 : Patricio Rivas[1]
36. 15 novembre 1857 - 1er mars 1867 : Tomás Martínez
37. 1er mars 1867 - 1er mars 1871 : Fernando Guzman
38. 1er mars 1871 - 1er mars 1875 : Vicente Cuandra
39. 1er mars 1875 - 1er mars 1879 : Pedro Chamorro
40. 1er mars 1879 - 1er mars 1883 : Joaquín Zavala
41. 1er mars 1883 - 1er mars 1885 : Adan Cardenas
42. 1er mars 1885 - 1er mars 1887 : Pedro Chamorro
43. 1er mars 1887 - 1er août 1889 : Evaristo Carazo
44. 5 août 1889 -  25 juillet 1893 : Roberto Sacasa
45. 25 juillet 1893- 21 décembre 1909 : José Santos Zelaya
46. 21 décembre 1909 - 20 août 1910 : José Madriz
47. 20 août 1910 - 27 août 1910 : José Dolores Estrada
48. 30 août 1910 - 9 mai 1911 : Juan José Estrada, son frère
49. 9 mai 1911 - 1er janvier 1917 : Adolfo Díaz
50. 1er janvier 1917 - 1er janvier 1921 : Général Emiliano Chamorro Vargas
51. 1er janvier 1921 - 12 octobre 1923 : Diego Chamorro, son neveu
52. 12 octobre 1923 - 1er janvier 1925 : Bartolomé Martinez Bartolo
53. 1er janvier 1925 - 14 mars 1926 : Carlos José Solórzano
54. 14 mars 1926 - 14 novembre 1926 : Général Emiliano Chamorro Vargas
55. 14 novembre 1926 - 1er janvier 1929 : Adolfo Díaz
56. 1er janvier 1929 - 1er janvier 1933 : Général José Moncada-Tapia
57. 1er janvier 1933 - 9 juin 1936 : Juan Bautista Sacasa
58. 9 juin 1936 - 1er janvier 1937 : Carlos Brenes Jarquin, intérim
59. 1er janvier 1937 - 1er mai 1947 : Anastasio Somoza Garcia
60. 1er mai 1947 - 27 mai 1947 : Léonardo Arguello-Barreto
61. 27 mai 1947 - 15 août 1947 : Benjamín Lacayo Sacasa, intérim
62. 15 août 1947 - 21 mai 1950 : Victor Roman y Reyes
63. 21 mai 1950 - 29 septembre 1956 : Anastasio Somoza Garcia
64. 29 septembre 1956 - 1er mai 1963 : Luis Somoza Debayle, son fils
65. 1er mai 1963 - 4 août 1966 : René Schick Gutiérrez
66. 3 août 1966 - 4 août 1966 : Orlando Montenegro Medrano
67. 4 août 1966 - 1er mai 1967 : Lorenzo Guerrero Gutiérrez
68. 1er mai 1967 - 1er mai 1972 : Anastasio Somoza Debayle
69. 1er mai 1972 - 1er décembre 1974 : Junte militaire pour 30 mois (Roberto Martinez Lacayo, Alfonso Lovo Cordero, Fernando Agüero et Edmundo Paguaga Irias)
70. 1er décembre 1974 - 17 juillet 1979 : Anastasio Somoza Debayle
71. 17 juillet 1979 - 18 juillet 1979 : Francisco Urcuyo Maliaños, intérim
72. 18 juillet 1979 - 4 mars 1981 : Junte de reconstruction nationale à 5 membres (Moisés Hassan, Daniel Ortega, Sergio Ramírez, Violeta Barrios de Chamorro et Alfonso Robelo)
73. 4 mars 1981 - 10 janvier 1985 : Junte de reconstruction nationale à 3 membres (Rafael Córdoba Rivas, Sergio Ramírez et Daniel Ortega)
74. 10 janvier 1985 - 25 avril 1990 : Daniel Ortega
75. 25 avril 1990 - 10 janvier 1997 : Violeta Barrios de Chamorro
76. 10 janvier 1997 - 10 janvier 2002 : Arnoldo Alemán
77. 10 janvier 2002 - 10 janvier 2007 : Enrique Bolaños Geyer
78. 10 janvier 2007 - en fonction : Daniel Ortega
79. 18 février 2025 - en fonction : Rosario Murillo (co-présidente de la République)